# Discografia dei Now United
Questa è la discografia completa del gruppo pop globale Now United. Hanno pubblicato 57 singoli in diverse lingue, oltre a 54 video musicali di accompagnamento ufficiali.

## Singoli

### Come artista principale
| Anno | Titolo                     | Album             |
| ---- | -------------------------- | ----------------- |
| 2017 | Summer in the City         | Singoli non album |
| 2018 | What Are We Waiting For    | Singoli non album |
| 2018 | Who Would Think That Love? | Singoli non album |
| 2018 | All Day                    | Singoli non album |
| 2018 | How We Do It (con Badshah) | Singoli non album |
| 2019 | Beautiful Life             | Singoli non album |
| 2019 | Afraid of Letting Go       | Singoli non album |
| 2019 | Sundin Ang Puso            | Singoli non album |
| 2019 | Paraná                     | Singoli non album |
| 2019 | Sunday Morning             | Singoli non album |
| 2019 | Crazy Stupid Silly Love    | Singoli non album |
| 2019 | Like That                  | Singoli non album |
| 2019 | You Give Me Something      | Singoli non album |
| 2019 | Legends                    | Singoli non album |
| 2019 | Na Na Na                   | Singoli non album |
| 2019 | Let Me Be the One          | Singoli non album |
| 2020 | Live This Moment           | Singoli non album |
| 2020 | Come Together              | Singoli non album |
| 2020 | Wake Up                    | Singoli non album |
| 2020 | Hoops                      | Singoli non album |
| 2020 | By My Side                 | Singoli non album |
| 2020 | Better                     | Singoli non album |
| 2020 | Dana Dana                  | Singoli non album |
| 2020 | Let the Music Move You     | Singoli non album |
| 2020 | Stand Together             | Singoli non album |
| 2020 | Show You How to Love       | Singoli non album |
| 2020 | Nobody Fools Me Twice      | Singoli non album |
| 2020 | Feel It Now                | Singoli non album |
| 2020 | The Weekend's Here         | Singoli non album |
| 2020 | Somebody                   | Singoli non album |
| 2020 | Paradise                   | Singoli non album |
| 2020 | Chained Up                 | Singoli non album |
| 2020 | Habibi                     | Singoli non album |
| 2020 | Golden                     | Singoli non album |
| 2020 | One Love (con R3HAB)       | Singoli non album |
| 2020 | Pas Le Choix - Manal Mix   | Singoli non album |
| 2020 | Hewale                     | Singoli non album |
| 2021 | How Far We've Come         | Singoli non album |
| 2021 | Lean On Me                 | Singoli non album |

## Collaborazioni

### Come artista in primo piano
| Titolo      | Anno | Artista                           | Album             |
| ----------- | ---- | --------------------------------- | ----------------- |
| "One World" | 2018 | RedOne (con Adelina e Now United) | Singoli non album |

| Anno | Titolo      | Luogo di ripresa | Artista                           | Not.          |
| ---- | ----------- | ---------------- | --------------------------------- | ------------- |
| 2018 | "One World" | Mosca, Russia    | RedOne (con Adelina e Now United) | [ 34 ] [ 35 ] |

## Video musicali
| Anno | Titolo                       | Luogo di ripresa                         | Not.            |
| ---- | ---------------------------- | ---------------------------------------- | --------------- |
| 2017 | Summer in the City           | 14 paesi                                 | [ 36 ] [ 37 ]   |
| 2018 | What Are We Waiting For      | Seul, Corea del Sud                      | [ 38 ] [ 39 ]   |
| 2018 | Who Would Think That Love?   | Puebla, Messico                          | [ 40 ] [ 41 ]   |
| 2018 | All Day                      | Seal Beach, California, Stati Uniti      | [ 42 ]          |
| 2018 | How We Do It (feat. Badshah) | Mumbai, India                            | [ 43 ] [ 44 ]   |
| 2019 | Beautiful Life               | Shillong, India                          | [ 45 ] [ 46 ]   |
| 2019 | Afraid of Letting Go         | Manila, Filippine                        | [ 47 ] [ 48 ]   |
| 2019 | Sundin Ang Puso              | Manila, Filippine                        | [ 8 ]           |
| 2019 | Paraná                       | San Paolo, Brasile                       | [ 49 ] [ 50 ]   |
| 2019 | Sunday Morning               | California, Stati Uniti                  | [ 51 ] [ 52 ]   |
| 2019 | Crazy Stupid Silly Love      | Las Vegas, Nevada, Stati Uniti           | [ 53 ] [ 54 ]   |
| 2019 | Like That                    | Ashland, Oregon, Stati Uniti             | [ 55 ] [ 56 ]   |
| 2019 | You Give Me Something        | West Hollywood, California, Stati Uniti  | [ 57 ] [ 58 ]   |
| 2019 | Legends                      | 7 paesi                                  | [ 59 ] [ 60 ]   |
| 2019 | Na Na Na                     | Rio de Janeiro, Brasile                  | [ 61 ] [ 62 ]   |
| 2019 | Let Me Be the One            | Vari paesi                               | [ 63 ] [ 64 ]   |
| 2020 | Live This Moment             | Los Angeles, California, Stati Uniti     | [ 65 ] [ 66 ]   |
| 2020 | Come Together                | Coyote Dry Lake, California, Stati Uniti | [ 67 ] [ 68 ]   |
| 2020 | Hoops                        | Los Angeles, California, USA             | [ 69 ] [ 70 ]   |
| 2020 | Wake Up                      | Orange County, California, Stati Uniti   | [ 71 ] [ 72 ]   |
| 2020 | By My Side                   | 12 paesi                                 | [ 73 ] [ 74 ]   |
| 2020 | Better                       | Los Angeles, California, Stati Uniti     | [ 75 ] [ 76 ]   |
| 2020 | Dana Dana                    | 12 paesi                                 | [ 77 ] [ 78 ]   |
| 2020 | Let the Music Move You       | Video animato                            | [ 79 ] [ 80 ]   |
| 2020 | Stand Together               | 11 paesi                                 | [ 81 ] [ 82 ]   |
| 2020 | Nobody Fools Me Twice        | Los Angeles, California, Stati Uniti     | [ 27 ] [ 83 ]   |
| 2020 | Feel It Now                  | 15 paesi                                 | [ 84 ] [ 85 ]   |
| 2020 | The Weekend's Here           | Dubai, Emirati Arabi Uniti               | [ 86 ] [ 87 ]   |
| 2020 | Somebody                     | Dubai, Emirati Arabi Uniti               | [ 88 ] [ 89 ]   |
| 2020 | Chained Up                   | Dubai, Emirati Arabi Uniti               | [ 90 ] [ 91 ]   |
| 2020 | Habibi                       | Beirut, Libano e Dubai, U.A.E.           | [ 92 ] [ 93 ]   |
| 2020 | Golden                       | Dubai, U.A.E.                            | [ 94 ] [ 95 ]   |
| 2020 | One Love (con R3HAB)         | Dubai, U.A.E.                            | [ 96 ] [ 97 ]   |
| 2020 | Paradise                     | Abu Dhabi, U.A.E.                        | [ 98 ] [ 99 ]   |
| 2020 | Pas Le Choix - Manal Mix     | Dubai, U.A.E.                            | [ 100 ] [ 101 ] |
| 2020 | Hewale                       | Malibù, Stati Uniti                      | [ 102 ] [ 103 ] |
| 2021 | How Far We've Come           | Abu Dhabi, U.A.E.                        | [ 104 ] [ 105 ] |
| 2021 | Lean On Me                   | Abu Dhabi, U.A.E.                        | [ 106 ] [ 107 ] |

### Altre versioni
| Anno | Titolo                         | Luogo di ripresa        | Not.            |
| ---- | ------------------------------ | ----------------------- | --------------- |
| 2020 | "Na Na Na" (Versione spagnola) | Rio de Janeiro, Brasile | [ 108 ] [ 109 ] |

## Annotazioni
1. ↑  Stati Uniti, Brasile, Filippine, Corea del Sud, Giappone, Cina, Germania, Messico, Canada, Finlandia, Russia, Senegal, Regno Unito e India.
2. ↑  Francia, Inghilterra, Emirati Arabi Uniti, India, Giappone, Brasile e Stati Uniti.
3. ↑  Con sede a Los Angeles e vecchie immagini registrate in altri paesi.
4. ↑  Stati Uniti, Brasile, Giappone, Cina, Germania, Messico, Canada, Finlandia, Russia, Australia, Regno Unito India.
5. ↑  Stati Uniti, Brasile, Giappone, Cina, Germania, Messico, Canada, Finlandia, Russia, Australia, Regno Unito India.
6. ↑  Il videoclip è un'animazione in associazione con l'app ZEPETO.
7. ↑  Stati Uniti, Brasile, Giappone, Germania, Messico, Canada, Finlandia, Russia, Australia, Regno Unito India.
8. ↑  Australia, Stati Uniti, Brasile, Filippine, Corea del Sud, Giappone, Cina, Germania, Messico, Canada, Finlandia, Russia, Senegal, Regno Unito e India.
9. ↑  Anche se solo Dubai è stato accreditato, il video è stato registrato a Norwich e Londra in Inghilterra, Orange County negli Stati Uniti e Pechino in Cina, dove erano rispettivamente Bailey, Lamar, Noah e Krystian.
10. ↑  Anche se solo Rio de Janeiro è stato accreditato, o il video è stato registrato a Guadalajara in Messico, il paese in cui si trovava Sabina quando ha registrato immagini aggiuntive per la clip.